# Liste der Kulturdenkmäler in Osann-Monzel
In der Liste der Kulturdenkmäler in Osann-Monzel sind alle Kulturdenkmäler der rheinland-pfälzischen Ortsgemeinde Osann-Monzel aufgeführt. Grundlage ist die Denkmalliste des Landes Rheinland-Pfalz (Stand: 10. August 2023).

## Einzeldenkmäler
| Bezeichnung                          | Lage                                                 | Baujahr                    | Beschreibung | Bild                           |
| ------------------------------------ | ---------------------------------------------------- | -------------------------- | --- | ------------------------------ |
| Wohnhaus                             | Monzel, Hofstraße 2 Lage                             | 17. oder 18. Jahrhundert   | Massivbau, Fachwerkgiebel, 17. oder 18. Jahrhundert | BW                             |
| Haus Eschermann                      | Monzel, Hofstraße 9–11 Lage                          | 1713                       | Nr. 9 barockes Fachwerkhaus, teilweise massiv, bezeichnet 1713, Wirtschaftsgebäude, teilweise Fachwerk; Nr. 11 Mansarddachbau                                       | BW                             |
| Katholische Pfarrkirche St. Nikolaus | Monzel, Moselstraße 2 Lage                           | 1784                       | vierachsiger Saalbau, 1784; barocke Kreuzwegstation, 18. Jahrhundert                                                                                                | Fotos hochladen                |
| Kreuzigungsgruppe                    | Monzel, Moselstraße, bei Nr. 2 auf dem Friedhof Lage | 18. Jahrhundert            | 18. Jahrhundert (?) | Fotos hochladen                |
| Wohnhaus                             | Monzel, Moselstraße 4 Lage                           |                            | Krüppelwalmdachbau | Fotos hochladen                |
| Quereinhaus                          | Monzel, Moselstraße 6 Lage                           | 1884                       | bezeichnet 1884 | BW                             |
| Quereinhaus                          | Monzel, Moselstraße 18 Lage                          | 1815                       | bezeichnet 1815 (?) | Fotos hochladen                |
| Quereinhaus                          | Monzel, Moselstraße 19 Lage                          | 1845                       | bezeichnet 1845 | Fotos hochladen                |
| Kindertagesstätte                    | Monzel, Moselstraße 56 Lage                          | 1914                       | ehemaliges Bürgermeisteramt; ein- bis eineinhalbgeschossiger Mansarddachbau, Reformarchitektur, bezeichnet 1914, Architekt Johann Vienken                           | Fotos hochladen                |
| Quereinhaus                          | Monzel, Novianderweg 12 Lage                         | 1907                       | repräsentatives Bruchstein-Quereinhaus, bezeichnet 1907 | BW                             |
| Heiligenhäuschen                     | Monzel, östlich des Ortes im Weinberg Lage           | 18. Jahrhundert            | barocke Kreuzwegstation, 18. Jahrhundert | Fotos hochladen                |
| Wasserhochbehälter                   | Monzel, südlich des Ortes an der K 53 Lage           | um 1900                    | Bruchsteinbau, historisierende Burgenarchitektur, um 1900 | Fotos hochladen                |
| Friedhofskreuz                       | Osann, Bernkasteler Straße, auf dem Friedhof Lage    | 1854                       | bezeichnet 1854 | BW                             |
| Kriegerdenkmal                       | Osann, Bernkasteler Straße, Ecke Trierer Straße Lage | 1921                       | Kriegerdenkmal 1914/18; kleiner Rundtempel, 1921; umgebende Grünanlage mit altem Baumbestand                                                                        | Fotos hochladen                |
| Hofanlage                            | Osann, Bernkasteler Straße 8 Lage                    | 1908                       | Hofanlage (Weingut?); Schieferbau, Fachwerkgiebel, originale Farbverglasung, bezeichnet 1908; Schiefer-Stallscheune                                                 | Fotos hochladen                |
| Schule                               | Osann, Bernkasteler Straße 10 Lage                   |                            | Walmdachbau, Mittelrisalit, Reformarchitektur, bezeichnet 1920, Architekt Johann Vienken                                                                            | Fotos hochladen                |
| Wohnhaus                             | Osann, Bernkasteler Straße 47 Lage                   | 18. Jahrhundert            | Fachwerkhaus, teilweise massiv, 18. Jahrhundert | Fotos hochladen                |
| Katholisches Pfarrhaus               | Osann, Bernkasteler Straße 52 Lage                   | 1789                       | Krüppelwalmdachbau, bezeichnet 1789; Gesamtanlage mit Wirtschafts- und Remisengebäude, weiteres Nebengebäude, Torbogen bezeichnet 1772                              | Fotos hochladen                |
| Synagoge                             | Bernkasteler Straße 71 Lage                          | 1898                       | ehemalige Synagoge, bezeichnet 1898, Bruchsteinsaalbau mit dreiseitigem Schluss; mit Ausstattung; ehemalige jüdische Glaubensschule, Putzbau; bauliche Gesamtanlage | Fotos hochladen                |
| Brandweihergebäude                   | Bernkasteler Straße, bei Nr. 91 Lage                 | 1679                       | Brandweihergebäude; Bruchsteinbau mit Tonnengewölbe und Wasserreservoir, im Kern von 1679                                                                           | BW                             |
| Wohnhaus                             | Osann, Moseltalstraße 6 Lage                         | 17. oder 18. Jahrhundert   | Fachwerkhaus, teilweise massiv, 17. oder 18. Jahrhundert | BW                             |
| Wohnhaus                             | Osann, Moseltalstraße 8 Lage                         | 1700                       | Fachwerkhaus, teilweise massiv, bezeichnet 1700 | BW                             |
| Katholische Pfarrkirche St. Peter    | Osann, Moseltalstraße 10 Lage                        | 1765–72                    | vierachsiger Saalbau, 1765–72; an der Westseite des Turms Kirchhofkreuz in Form eines barocken Kreuzigungsbildstocks, bezeichnet 1730; aufgelassener Kirchhof       | weitere Bilder Fotos hochladen |
| Wohnhaus                             | Osann, Moseltalstraße 12 Lage                        | um 1900                    | repräsentativer Schieferbau, Skulpturennische, um 1900 | BW                             |
| Wohnhaus                             | Osann, Moseltalstraße 27 Lage                        | 1867                       | vierachsiges Wohnhaus, bezeichnet 1867 | BW                             |
| Eichhaus                             | Osann, Moseltalstraße, bei Nr. 36 Lage               | um 1900                    | eingeschossiger Schieferbau, um 1900 | Fotos hochladen                |
| Quereinhaus                          | Osann, Nikolausstraße 1 Lage                         | Mitte des 19. Jahrhunderts | ehemaliges Quereinhaus, wohl aus der Mitte des 19. Jahrhunderts | BW                             |
| Wegekreuz                            | Osann, Wittlicher Straße, gegenüber Nr. 36 Lage      | 1719                       | Schaftkreuz, Rotsandstein, bezeichnet 1719 | BW                             |